# Coucou bleuté
Eudynamys orientalis
Espèce
Statut de conservation UICN

 LC  : Préoccupation mineure
Le Coucou bleuté (Eudynamys orientalis) est une espèce d'oiseaux de la famille des cuculidés.

## Répartition
On le trouve dans les forêts, plantations et jardins depuis la Wallacea jusqu'aux îles Salomon et tout l'est de l'Australie.

## Galerie

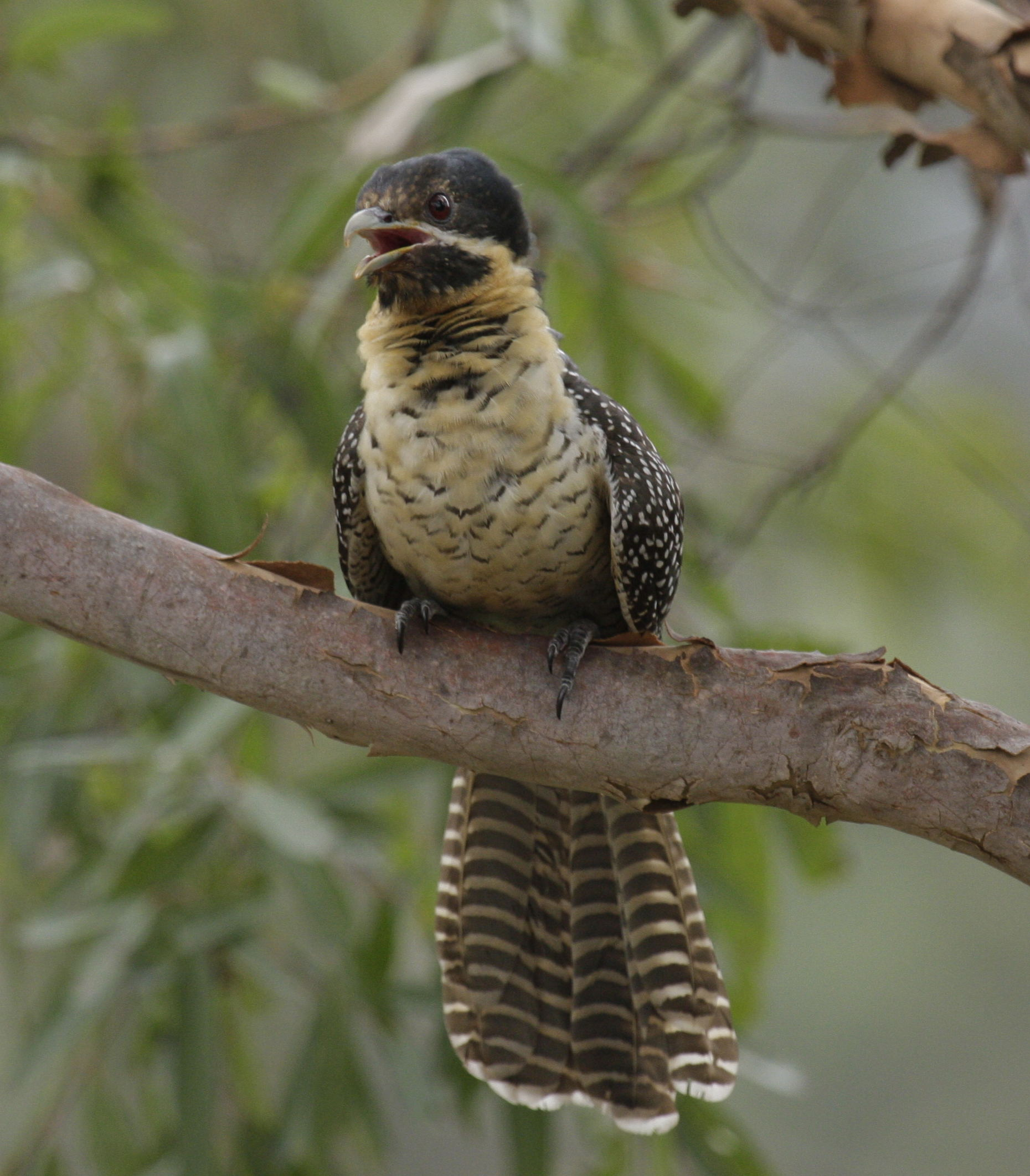
femelle